# Орден Палестинской кампании
Орден Палестинской кампании – государственная награда Сирийской Арабской Республики.

## История
16 мая 1948 года, на следующий день после объявления войны Лигой арабских государств Израилю, сирийские войска совершили атаку через Голанские высоты. К 31 октября, война Сирии и Израиля закончилась неудачей для первой, сирийским войскам пришлось вернуться к своим границам, однако отдельные боевые действия продолжались вплоть до перемирия 20 июля 1949 года.
Орден Палестинской кампании был учреждён 18 декабря 1951 года законодательным декретом № 13 с целью вознаграждения военнослужащих сирийской армии и гражданских лиц, добросовестно и мужественно исполнявших свой долг в ходе второго этапа Арабо-израильской войны. Орден мог вручаться гражданам иностранных государств.
Часто используется неофициальное название – «Палестинская медаль».

## Степени
Орден имеет один класс. Знак ордена носится на нагрудной ленте.

## Описание
Знак ордена изготовлен из тёмной бронзы и представляет собой овальный медальон 37 мм по ширине и 50 мм по высоте.
Знак представляет собой лавровый венок зелёной эмали на который наложена карта Палестины, вписанная в пятиугольник (остриём вниз). На карте обозначены Палестина, на ней река Иордан, протекающая через Галилейское море и впадающей в Мёртвое море. За пятиугольником изображение ленты с надписями на арабском языке: слева – «١٩٤٦» (1948), справа – «فلسطين» (Палестина). Верх медальона украшает увенчанный полумесяцем купол мусульманской мечети, на фоне которой христианский храм, под ним – перекрестие двух арабских сабель. Реверс ордена чистый, матированный. Знак при помощи кольца крепится к орденской ленте.
Лента ордена муаровая 38 мм шириной красного цвета с двумя полосками чёрного цвета шириной 6 мм и отстающими от края на 7 мм.
Существуют знаки ордена, венок на которых не покрыт эмалью, и часто воспринимаемые как отдельный вид награды.